# Rychlobruslení na Zimních olympijských hrách 2002 – 5000 metrů ženy
Závod na 5000 metrů žen na Zimních olympijských hrách 2002 v Salt Lake City se konal v hale Utah Olympic Oval v Kearns dne 23. února 2002. České závodnice se jej nezúčastnily.

## Výsledky
| Pořadí           | Dvojice | Dráha | Jméno                | Země                   | Čas          | Ztráta |
| ---------------- | ------- | ----- | -------------------- | ---------------------- | ------------ | ------ |
| Zlatá medaile    | 7       | O     | Claudia Pechsteinová | Německo                | 6:46,91 (WR) | 0,00   |
| Stříbrná medaile | 1       | I     | Gretha Smitová       | Nizozemsko             | 6:49,22      | +2,31  |
| Bronzová medaile | 6       | O     | Clara Hughesová      | Kanada                 | 6:53,53      | +6,62  |
| 4.               | 5       | I     | Cindy Klassenová     | Kanada                 | 6:55,89      | +8,98  |
| 5.               | 2       | O     | Varvara Baryševová   | Rusko                  | 6:56,97      | +10,06 |
| 6.               | 8       | I     | Anni Friesingerová   | Německo                | 6:58,39      | +11,48 |
| 7.               | 8       | O     | Tonny de Jongová     | Nizozemsko             | 7:01,17      | +14,26 |
| 8.               | 7       | I     | Maki Tabataová       | Japonsko               | 7:06,32      | +19,41 |
| 9.               | 3       | I     | Catherine Raneyová   | Spojené státy americké | 7:06,89      | +19,98 |
| 10.              | 3       | O     | Kristina Grovesová   | Kanada                 | 7:07,16      | +20,25 |
| 11.              | 5       | O     | Valentina Jakšinová  | Rusko                  | 7:08,42      | +21,51 |
| 12.              | 6       | I     | Daniela Anschützová  | Německo                | 7:10,17      | +23,26 |
| 13.              | 4       | I     | Marja Visová         | Nizozemsko             | 7:19,08      | +32,17 |
| 14.              | 2       | I     | Annie Driscollová    | Spojené státy americké | 7:35,23      | +48,32 |
| 15.              | 1       | O     | Ljudmila Prokaševová | Kazachstán             | DNF          | +98,99 |
| 16.              | 4       | O     | Nami Nemotová        | Japonsko               | DNF          | +99,99 |